# آلپیک مکرتچیان
آلپیک رافائلی مکرتچیان (ارمنی: Ալպիկ Ռաֆայելի Մկրտչյան؛ انگلیسی: Alpic R. Mkrtchyan زادهٔ ۱۶ فوریهٔ ۱۹۳۷ - درگذشته ۲۲ اکتبر ۲۰۱۹) فیزیکدان، دانشمند اهل ارمنستان بود.

## زندگی‌نامه
وی در ۱۶ فوریهٔ ۱۹۳۷ در تساغکونک به دنیا آمد و از دانشگاه دولتی ایروان فارغ‌التحصیل گشت. وی عضو فرهنگستان ملی علوم ارمنستان بود. همچنین برندهٔ جوایزی همچون نشان آنانیا شیراکاتسی (۲۰۰۳)، نشان درجه یک خدمات میهن‌پرستانه  (۲۰۱۷)، دانشمند شایسته جمهوری ارمنستان ()، نشان برجسته افتخار و نشان لنین شده است. وی در ۲۲ اکتبر ۲۰۱۹ در سن ۸۲ سالگی درگذشت.

## یادداشت
1. ↑  ֆիզիկամաթեմատիկական գիտությունների դոկտոր
2. ↑  ԺՏՆՑ ոսկե մեդալ
3. ↑  ԺՏՆՑ արծաթե մեդալ